# Georg Friedel (Entomologe)
Georg Friedel (* 7. Oktober 1909 in Wien; † 16. Jänner 1978) war ein österreichischer Entomologe und Diplomingenieur.

## Leben und Wirken
Friedel besuchte die Technische Hochschule in Wien. 1938 trat er in das Strombauamt ein. Seine Tätigkeit bei Einrichtung von E-Werken in der Türkei machte ihn auf die anfliegenden Nachtfalter aufmerksam.
Gemeinsam mit Rudolf Pinker unternahm er Reisen nach Anatolien, Makedonien, Spanien, Frankreich, Italien und Marocco. Als Lepidopteren-Sammler begründete er eine der bedeutendsten österreichischen Sammlungen. Eine Reihe von Arten und Neubeschreibungen sind nach ihm benannt. Er war bis 1977 Mitglied der Arbeitsgemeinschaft Österreichischer Entomologen.
Friedel starb 1978 und wurde am Wiener Zentralfriedhof bestattet.